# Lode Campo
Lodewijk Petrus Alfons, baron Campo, né le 25 décembre 1926 à Anvers et mort le 29 juillet 2009 à Louvain est un entrepreneur belge flamand.
Il fut licencié en sciences commerciales et consulaires.
Il fut administrateur de sociétés.
Marié à Rosette Hesbain, il eut cinq enfants et dix petits-enfants.[réf. nécessaire]

## Carrière
Il dirigeait la chaîne de vêtements C&A en Belgique depuis 1951. Il fut un défenseur de la cause flamande à Bruxelles et fut cofondateur et président du club De Warande. 
Campo fut également impliqué dans le sauvetage du journal De Standaard et la création de la VUM en 1976 par l'entremise de sa holding LORO.
Il fut administrateur du VEV et de la KUL (1984 à 2000) et de la KUB ;
administrateur du Festival van Vlaanderen afdeling Brussel-Leuven ;
Membre du Hoge Raad des Facultés universitaires Sint-Ignatius à Anvers.

## Distinctions
- 1984 : décoré de l'Ordre du Lion flamand ;
- 1992 : Prix André Demedts du Marnixkring ;
- 1993 : élevé au rang de baron par SM le roi Albert II de Belgique. Sa devise est Eigen Haard is Goud Waard.
- 2005 : doctor honoris causa de la KUB

## Sources
- Adelbrieven verleend door Z.M. Albert II, Koning der Belgen, 1993-2000, Paul De Win, Lannoo/Racine, 2001,  (ISBN 28-738-62718)
- (nl) « Vlaams voorvechter Lode Campo overleden » (trad. Champion flamand Lode Campo décédée), De Standaard,‎ 31 juillet 2009 (lire en ligne)